# Принс, Нэнси Гарднер
Нэ́нси Га́рднер Принс (англ. Nancy Gardner Prince; род. 15 сентября 1799, Ньюберипорт, Массачусетс, США — 1856) — афроамериканская путешественница и писательница. Принс наиболее известна своей книгой о путешествиях в Россию и на Ямайку.
Благодаря своему статусу свободной негритянки во время рабства в Соединённых Штатах Америки, Принс удалось путешествовать по миру, прожив десять лет в России и некоторое время на Ямайке. Она известна своей деятельностью и достижениями в области благополучия детей, прав женщин и свободы афроамериканцев. Работа Принс в этих сферах варьировалась от открытия детских домов до обучения женщин и проповедования Евангелия. Кроме того, она создала уникальный литературный стиль, описывая свои путешествия. Благодаря её немаловажным достижениям, Принс и на сегодняшний день является одной из самых примечательных афроамериканок в истории США.

## Происхождение
Нэнси Гарднер Принс родилась в многодетной семье 15 сентября 1799 года в Ньюберипорте в штате Массачусетс. Несмотря на то, что Принс была афроамериканкой, она была свободной от рабства благодаря её деду. Обоих дедушек и бабушку по отцовской линии привезли из Африки в Америку с целью продажи американским рабовладельцам, но её дедушка по материнской линии получил свободу от рабства после того, как он сражался на стороне колонистов в Войне за независимость США. Бабушка по материнской линии, хотя не была афроамериканкой, была коренной жительницей Америки и её тоже продали рабовладельцу.
Отец Принс, Томас Гарднер (англ. Thomas Gardner), работал китобоем в Нантакете, но умер от туберкулеза, когда Принс было месяца три. Её мать, имя которой неизвестно, была вдовой два раза и всего вышла замуж четыре раза. Поскольку у неё было много детей, она зависела от финансовой помощи супругов и не могла жить одна. Принс писала в своей книге, что после смерти второго мужа матери её мать была не в состоянии заниматься воспитанием детей, поскольку страдала от депрессии и психической болезни. Одним из отчимов Принс был Мони Вос (англ. Money Vose), второй супруг матери Принс. Отношения между Принс и отчимом были тяжёлыми, поскольку Вос часто бил Принс, её братьев и сестёр; однако Принс ценила его мужество и храбрость, и описала его положительным образом в своей книге. Вос убежал от рабства перед тем, как корабль, привёзший его из Африки в Америку, доплыл до берега. Он прожил много лет в Массачусетсе, работая моряком и умер в плену в Англо-американской войне, когда вражеская сторона захватила его.

## Детские и юношеские годы
Когда умер второй супруг её матери, Принс пришлось воспитывать её братьев и сестёр. Принс было восемь лет, когда она взяла на себя эту ответственность, но это научило её многому. Она постоянно старалась найти подходящее жильё для них и вместе с одним из её братьев, Джорджем, продавали на рынке ягоды, чтобы у них были деньги на основные нужды.
В четырнадцатилетнем возрасте Принс переехала из родного города Глостера в Сейлем, где она получила работу в качестве прислуги в белой семье. Она проработала там несколько лет, получая деньги для финансовой помощи своим родственникам.
Когда Принс было семнадцать лет она приезжала из Сейлема в Бостон с целью помочь сестре Сильвии, которая попала в бордель.

## Религия и её влияние на Принс
Принс увлеклась религией благодаря дедушке по материнской линии, и когда ей было двадцать лет Принс крестилась, став членом Первой африканской баптистской церкви. В течение жизни Принс сталкивалась с многочисленными трудностями как из-за цвета её кожи и статуса женщины, и в результате нестабильности в семейной жизни, и религия помогала ей справиться с этими проблемами. Также религия не раз спасала её от угрозы, которую часто представляли для неё власти и белые люди в Америке и России, а также на Ямайке.

## Общественная деятельность
Принс не хватало формального образования, поскольку она выросла в бедности, однако она косвенно получила богатое обучение благодаря интересу к библейским текстам и отношениям с Богом. Некоторое время Принс была активисткой в группе аболиционистов, которая боролась за благополучие детей, права женщин и свободу афроамериканцев. Эта работа научила её навыкам публичного выступления и письма и, наверное, смелости свободно высказываться против нарушений прав и оскорбления достоинства человека.

## Брак
В возрасте 25 лет Принс вышла замуж за мужчину значительно старше неё. После многих лет тревог и самопожертвования, когда она заботилась о её братьях и сёстрах, Принс впервые решила заботиться о себе. Познакомившись с Неро, кто уже был знаком с семьёй Принс, она поняла, что её жизнь будет лучше, если она выйдет замуж за него. Неро недавно вернулся из России, из Санкт-Петербурга, где он служил арапом у Александра Первого и был вторым великим мастером масонской ложи Принса Холлаи, и они вскоре поженились. После свадьбы Неро снова отправился в Россию, на этот раз с женой. В Санкт-Петербурге Неро продолжал работать в царской гвардии, а Принс открыла свой бизнес.

## Россия
Когда она приехала в Россию, император Александр Первый и императрица Елизавета Алексеевна тепло поприветствовали Принс и её мужа, и преподнесли ей подарок — дорогие золотые часы.
Вскоре после приезда в Россию Принс открыла свой собственный швейный бизнес, где она преимущественно изготовляла одежду для детей. Ей пришлось выучить и русский, и французский и ей удалось вести бизнес полностью на русском языке. Принс не знала ни одного русского слова до приезда в Россию. Её бизнес стал таким знаменитым, что даже императрица посещала его и покупала детскую одежду.
Помимо этого, Принс открыла детский дом и заботилась о детях, но через три недели после открытия её детский дом потерпел неудачу и закрылся.
В течение девяти лет, которые Принс с мужем провела в России, она пережила крупнейшее петербургское наводнение 1824 года, Восстание декабристов, смерть Александра Первого и приход к власти Николая Первого. Сразу же после воцарения Николая Первого в России произошли существенные перемены, в том числе ограничение религиозной свободы.
Принс была очень религиозна и стала работать с её другом, Кеннелом (англ. Kennel), делясь своими протестантскими убеждениями с русским народом, хотя, из-за изменений при новом правительстве Николая Первого, им пришлось прекратить свои попытки распространение протестантизма в России. Николай и глава православной церкви заявили, что те, кто участвуют в разделении религии будут наказаны, так что из страха наказания Принс перестала распространять Библию и свою веру.
Приехав в Россию из Америки, Принс уже была хорошо знакома с расизмом. Поэтому она сразу заметила, что расизма в России практически не было, поскольку социальная система там принципиально отличалась от американской, о чём она и написала в своих произведениях. Она никогда не была рабыней, но всё-таки испытывала неравенство, с которым сталкивались все афроамериканцы в то время. Жизнь за переделами США позволила Принс критиковать американцев и их отрицательное отношение к афроамериканцам, и в то же время она проходила личностный рост.
В конечном итоге Принс решила уехать из России обратно в Америку, прожив в Санкт-Петербурге с мужем девять лет. Официальная причина её отъезда связана с плохим состоянием здоровья. Принс пишет в своей книге, что её врач посоветовал ей вернуться в Америку потому, что было не логично жить в России из-за экстремальных зимних погодных условий. Принс действительно страдала от различных физических недугов, но многие предполагают, что истинная причина связана с религиозными ограничениями при правительстве Николая Первого.
Неро обещал Нэнси, что он тоже вернётся в Бостон вскоре после её возвращения, однако он умер до того, как смог снова встретиться с женой.

## Работа в США
По возвращении в Бостон Принс стала аболиционистом в реформистских группах, и также была активисткой для благополучия детей и прав женщин. Она открыла детский дом, снова пытаясь заботиться о детях и усыновив восьмерых, но, к несчастью, этот детский дом тоже потерпел неудачу и закрылся.
Принс также принадлежала к антирабовладельческому обществу, поддерживая афроамериканцев, женщин и детей. Впоследствии её вдохновили женщины-миссионерки, которые недавно приехали в Бостон с Ямайки и рассказывали о своей работе, и в результате она стала работать лектором в 1839 году, выступая с докладами про её опыт, и про традиции и обычаи в России. Свои путешествия она также описывала в религиозных рамках, и вскоре аболиционистские издатели начали публиковать её доклады и произведения.

## Ямайка
Принс путешествовала на Ямайку два раза. Она желала работать с недавно освобождёнными рабами и попыталась основать образовательную программу для женщин, но эта программа, как и детские дома, не удалась.
По пути из Ямайки в Америку корабль сбился с курса из-за урагана и вместо того, чтобы попасть в Бостон, корабль доплыл до Нового Орлеана, а потом до Флориды. В Новом Орлеане Принс столкнулась с самым суровым случаем расизма: её попытались продать в рабство. А во Флориде белые мужчины не успешно попытались уговорить её покинуть корабль и доплыть до берега, потому что светлокожий мужчина с его женой хотели убить Принс. Она спаслась и благополучно вернулась в Бостон в 1848.
После своего путешествия на Ямайку Принс убеждала афроамериканцев не покидать Америку, особенно для того, чтобы переехать на Ямайку. Во время своей поездки на Ямайку Принс заметила, что афроямайцы оставались жертвами рабства, и те афроамериканцы, которые уже переехали на Ямайку, были проданы в рабство. С точки зрения Принс, жизнь в Америке для афроамериканцев была лучше, чем на Ямайке.

## Жизнь после путешествий и смерть
По завершении своих путешествий, Принс жила на деньги, которые она заработала своими произведениями, но из-за её многочисленных заболеваний, жизнь для неё была непростой.
Ничего не известно о Принс и её жизни после 1856 года, и никто не знает, когда она умерла.

## Произведения Принс
«The West Indies: Being a Description of the Islands, Progress of Christianity, Education, and Liberty Among the Colored Population Generally» (1841) Обновленную версию этого произведения включила в её книгу
«A Narrative of the Life and Travels of Mrs. Nancy Prince» (1850) Всего три издания в 1850, 1853 и 1856 годах